# Fillièvres
Fillièvres – miejscowość i gmina we Francji, w regionie Hauts-de-France, w departamencie Pas-de-Calais.
Według danych na rok 1990 gminę zamieszkiwało 536 osób, a gęstość zaludnienia wynosiła 26 osób/km² (wśród 1549 gmin regionu Nord-Pas-de-Calais Fillièvres plasuje się na 757. miejscu pod względem liczby ludności, natomiast pod względem powierzchni na miejscu 56.).